# Latastes hugorm
Latastes hugorm (Vipera latastei) er en giftig hugormeart fra familien Viperidae, som er endemisk til det sydvestlige Europa og nordvestlige Afrika. To underarter er i dag anerkendt.

## Etymologi
Det specifikke navn, latastei, er til ære for den franske herpetolog Fernand Lataste.